# Liste des organisations internationales ferroviaires
- Union internationale des chemins de fer (UIC)
- Organisation pour la Coopération des Chemins de Fer (OSJD)
- Communauté européenne du rail (CER)
- Union africaine des chemins de fer (UACF)
- Organisation intergouvernementale pour les transports internationaux ferroviaires (OTIF)
- Comité international des transports ferroviaires (CIT-Rail)
- European rail infrastructure managers (EIM)
- Union internationale des sociétés de transport combiné Rail-Route (UIRR)
- Comité du transport ferroviaire maghrébin (CTFM).
- International Heavy Haul Association (IHHA)
- Association européenne pour l'interopérabilité ferroviaire (AEIF)
- European Rail Research Advisory Council (ERRAC)
- European Federation of Railway Trackworks Contractors (EFRTC)
- European Railway Wheels Association (EFRTC)
- Union internationale des transports publics (UITP)